# DKV Euro Service
Pour l'entreprise du domaine assurantiel, voir DKV.
 (avril 2019).
La société DKV Euro Service GmbH & Co. KG, dont le siège social est situé à Ratingen, est le plus grand prestataire de services allemand indépendant de la marque pour la facturation des citernes, avec, selon ses propres chiffres, 3,1 millions d'unités en circulation et unités embarquées (OBU) et un chiffre d'affaires de 7,2 milliards d'euros.
L'abréviation « DKV » signifiait à l'origine « Deutscher Kraftverkehr ».

## Historique
L'entreprise a été fondée en 1934 à Düsseldorf en tant que service spécial pour les « entreprises opérant pour le compte de Reichsbahn ». Dans les années 1950, le contrôle des réservoirs a été introduit comme précurseur de la carte carburant d'aujourd'hui, qui a été introduite dans les années 1970. À partir de l'an 2000, d'autres services ont été introduits.
Fin février 2009, DKV Euro Service a annoncé son intention de transférer son siège social à partir de 2011. En juin 2011, le complexe de bureaux du groupe DKV Mobility Services, dont DKV fait partie depuis 2014, y a été inauguré.

## Services
Le produit principal de DKV Euro Service est la fourniture de cartes carburant pour les clients commerciaux. Avec ces cartes, les employés de 2017 peuvent payer près de 170 000 clients à plus de 70 000 points d'acceptation dans 42 pays pour du carburant et autres produits et services automobiles. DKV Euro Service s'occupe du règlement des transactions et de l'encaissement des cartes ainsi que des services complémentaires tels que le remboursement de la TVA à l'étranger ou la fourniture de données et de statistiques pour la gestion de la flotte de véhicules.
D'autres services qui peuvent être payés avec la DKV Card comprennent le paiement des facturations, la location de véhicule utilitaire, l'assistance au dédouanement, l'escorte de transport spécial et les services liés au véhicule tels que le nettoyage et le service de pneus.